# Drei Lieder d'Anton Webern
Les Drei Lieder, op. 18, pour voix, clarinette en mi bémol et guitare (trois chants) sont une œuvre du compositeur Anton Webern. Il s'agit d'une série de trois pièces de musique de chambre pour trio. Les deux premières avec un texte en allemand et la troisième en latin, sont intitulées comme suit :
- Schatzerl Klein, chant populaire ;
- Erlösung, extrait de « Des Knaben Wunderhorn » ;
- Salve Regina, antienne mariale (bréviaire).

## Histoire
Cette œuvre a été composée en 1925 et publiée jusqu'en 1927, et comme certaines de ses autres œuvres, elle n'a pas été entendue publiquement du vivant du compositeur. Sa première a eu lieu le 8 février 1954 à Los Angeles, sous la direction de Robert Craft, avec Grace-Lynne Martin comme soliste pour la partie soprano. Elle peut être considérée, non seulement comme une création artistique, mais aussi comme une référence historique dans la vie et l'œuvre du compositeur par rapport à l'adoption définitive du dodécaphonisme, puisqu'il est possible de la considérer comme une œuvre à partir de laquelle Anton Webern applique le système à douze notes à toutes ses pièces.

## Textes
Les textes utilisés par Anton Webern dans son opus 18 ont une provenance différente, mais cela n'est pas vraiment clair dans tous les cas. Le texte pour Schatzerl Klein n'est pas indiqué par le compositeur, mais Mark Smallmen indique comme suit :

« ...peut-être parce qu'il (Webern) considérait que la "poésie populaire" faisait partie du domaine public. Ce poème figure dans Das Buch der Novellen II de Peter Rosegger, une série d'histoires divertissantes sur la vie rurale, mais il n'est pas clair dans quelle mesure "Schatzerl Klein" est réellement de la poésie populaire ou si Rossegger l'a composé pour imiter le style populaire. »

Le texte de la première pièce est le suivant :
« Schatzerl klein,
mußt nicht traurig sein,
eh' das Jahr vergeht,
bist du mein.

Eh' das Jahr vergeht,
Grünt das Rosmarin,
Sagt der Pfarrer laut :
Nehmts euch hin.

Grünt der Rosmarin,
grünt der Myrtenstrauß
und der Nagerlstock

blüht im Haus. »
« Petit chéri,
Tu ne dois pas être triste,
Avant la fin de l'année,
Tu seras à moi.

Avant la fin de l'année,
Le romarin sera vu,
Le prêtre dira :
Prenez-le pour vous.

Le romarin va devenir vert,
Les branches de myrte deviendront vertes,
Et les clous de girofle

fleuriront dans la maison. »
Concernant le texte de Erlösung "Le deuxième chant de l'opus 18 de Webern emprunte son texte à Johann Wolfgang von Goethe. Le texte est divisé en trois sections, que Webern indique dans sa partition comme étant parlées par "Maria", de la première à la cinquième mesure, "Christus", de la sixième à la treizième mesure, et "Vater", pour les cinq dernières mesures.".
« Maria :
Mein Kind,
Sieh an die Brüste mein,
Kein Sünder laß verloren sein.

Christus :
Mutter,
Sieh an die Wunden,
Die ich für dein Sünd trag alle Stunden.
Vater,
Laß dir die Wunden mein,
Ein Opfer für die Sünde sein.

Vater :
Sohn,
Lieber Sohn mein,
Alles was du begehrst,

Das soll sein. »
« Maria :
Mon fils,
Regardez ma poitrine,
Qu'aucun pécheur ne soit perdu.

Le Christ :
Mère,
Regarde mes blessures
Je porte vos péchés tout le temps.
Père,
Prenez mes blessures,
En tant que sacrifice pour vos péchés.

Père :
Fils,
Mon cher fils,
Tout ce que vous désirez,

Le sera. »
Enfin, le texte de l'Ave Regina est en latin et se compose des lignes suivantes :

« Ave, Regina Caelorum,
Ave, Domina Angelorum :
Salve, radix, salve, porta.
Ex qua mundo lux es torta

Gaude, Virgo gloriosa,
Super omnes speciosa,
Vale, o valde decora,
Et pro nobis Christum exora. »

Sur ce texte, Adam Shanley remarque :
« Le texte de ce dernier chant de l'opus 18 est tiré d'une des quatre antiennes mariales. Bien que la date précise et l'auteur de cette antienne soient inconnus, on pense qu'elle date du XIIe siècle. L'Ave Regina Coelorum consiste en deux strophes de quatre lignes chacune, composées entièrement en latin. »
Il ajoute plus tard : « Webern utilise des textes connus, universellement discutés, et donc personnellement et culturellement unificateurs. "Schatzerl Klein" est universellement accepté comme un texte folklorique dont la source est douteuse. "Erlösung" d'un recueil de poèmes populaires anonymes. D'autre part, l'utilisation du texte d'Erlösung est également liée à l'une des idoles de Webern en tant que compositeur, Gustav Mahler, qui a également utilisé le texte de ce même recueil pour son cycle de chansons pour orchestre. D'autre part, le texte final passe de cette orientation folklorique à un domaine sacré. Erlösung sert donc de pont thématique entre la première et la dernière chanson ; elle a son élément folklorique dérivé de la poésie anonyme, tandis que l'élément sacré du texte est présent dans la perspective de la Vierge Marie, du Christ et de Dieu le Père. »

## Sélection instrumentale
L'opus 18 de Webern est composé pour un ensemble de musique de chambre, composé de trois instruments qui, ensemble, ne constituent pas un ensemble instrumental habituel. À cet égard, John Keillor écrit :

« Les Drei Lieder Op. 18 d'Anton Webern sont, par nature, apparentées aux Trois comptines traditionnelles Op. 17 de l'année précédente ; les deux ensembles dégagent une intimité assurée et une clarté d'intention expressive. La combinaison caractéristique du compositeur de textures éparses et d'une partition non conventionnelle (soprano, clarinette en mib et guitare) présente un certain nombre de défis d'interprétation particuliers... »

— Keillor
En ce qui concerne sa difficulté d'interprétation, Shanley écrit :

« L'interprétation de ces Lieder est, pour le clarinettiste et le chanteur, incroyablement difficile, exigeant de remarquables prouesses de virtuosité. On verra, cependant, que l'interprétation de ces lignes à la guitare est considérablement plus facile. »

## Enregistrements
Il existe quelques enregistrements importants de l'opus 18 de Webern, présentés ci-après :
| Année | Titre                                                         | Référence                 | Catalogue    |
| ----- | ------------------------------------------------------------- | ------------------------- | ------------ |
| 2016  | The Guitarist : The Complete Columbia                         | Sony Classical/Sony Music | 309294       |
| 2015  | Pierre Boulez : 20e siècle                                    | DG Deutsche Grammophon    | 002894794261 |
| 2005  | Webern : Symphonie ; Six pièces ; Concerto pour 9 instruments | Naxos                     | 8557530      |
| 2001  | Nuits : Weiß wie Lilien                                       | BIS                       | 1090         |
| 2000  | Complete Webern                                               | DG Deutsche Grammophon    | 457637       |
| 1995  | Boulez dirige Webern                                          | DG Deutsche Grammophon    | 437786       |
| 1991  | Anton Webern : Œuvres complètes                               | Sony Music Distribution   | 45845        |
| 1989  | Anton Webern : The Complete Vocal Chamber Works               | Koch Schwann              | 314005       |